# United States Army Materiel Command
Le U.S. Army Materiel Command (AMC) est un commandement majeur de la United States Army (Major Army Command, MACOM) basé à Alexandria, Virginie. L'AMC a pour but d'assurer le soutien logistique aux soldats de la U.S. Army ainsi qu'aux soldats alliés.

## Histoire
L'AMC fut créé en août 1962 à la demande du département de la Défense, comportant alors cinq commandements majeurs surbordonnés (Major Subordinate Commands, MSCs): Electronics Command, Missile Command, Munitions Command, Mobility Command et Weapons Command ainsi que deux MSCs fonctionnels : Supply and Maintenance Command (SMC) et Test and Evaluation Command (TECOM).

## Structure
En 2008, l'AMC est composé des commandements majeurs subordonnés suivant:
- Army Contracting Command (ACC), quartier-général à Fort Belvoir, Virginie
- Army Materiel Command Logistics Leadership Center (ALLC), quartier-général à Texarkana, Texas
- Army Materiel Command Logistics Support Activity (LOGSA)
- Army Sustainment Command (ASC)
- Aviation and Missile Life Cycle Management Command (AMCOM), quartier-général à Redstone Arsenal, Alabama
- CECOM Life Cycle Management Command (CECOM LCMC)
- Chemical Materials Agency (CMA), quartier-général à Aberdeen Proving Ground, Maryland
- Executive Director for Conventional Ammunition
- Joint Munitions and Lethality Life Cycle Management Command (JM&L LCMC), quartier-général à Fort Belvoir, Virginie
- Joint Munitions Command (JMC), quartier-général à Rock Island Arsenal, Illinois
  - Field Support Command (FSC), quartier-général à Rock Island Arsenal, Illinois
  - Defense Ammunition Center (DAC), quartier-général à McAlester, Oklahoma
- Program Manager Assembled Chemical Weapons Alternatives (ACWA)
- Military Surface Deployment and Distribution Command (SDDC), quartier-général à Scott Air Force Base, Illinois
- Research, Development and Engineering Command (REDCOM), quartier-général à Aberdeen Proving Ground, Maryland
  -  United States Army Armament Research, Development and Engineering Center (ARDEC), quartier-général à Picatinny Arsenal, New Jersey
  -  United States Army Aviation and Missile Research, Development and Engineering Center (AMRDEC), quartier-général à Redstone Arsenal, Alabama
  - United States Army Communications-Electronics Research Development and Engineering Center (CERDEC)
  -  Edgewood Chemical and Biological Center (ECBC), quartier-général à Aberdeen Proving Ground, Maryland
  - United States Army Materiel Systems Analysis Activity (AMSAA), quartier-général à Aberdeen Proving Ground, Maryland
  - United States Army Natick Soldier Research, Development and Engineering Center (NSRDEC), quartier-général à Natick, Massachusetts
  - Army Research Laboratory (ARL), quartier-général à Adelphi, Maryland
  -  United States Army Simulation and Training Technology Center (STTC), quartier-général à Orlando, Floride
  - United States Army Tank Automotive Research, Development and Engineering Center (TARDEC)
- TACOM Life Cycle Management Command (TACOM LCMC), quartier-général à Detroit Arsenal, Michigan
- U.S. Army Security Assistance Command (USASAC), quartier-général à Fort Belvoir, Virginie